# Geheimer Mitarbeiter
Geheimer Mitarbeiter (kurz GM) war beim Ministerium für Staatssicherheit der DDR eine Kategorie für inoffizielle Mitarbeiter des Geheimdienstes.
Dabei ist die offizielle MfS-Definition folgende: „die zur nichtöffentlichen Zusammenarbeit mit den Organen der Staatssicherheit herangezogen sind und dank ihren besonderen Verbindungen mit Personen, die eine feindliche Tätigkeit ausüben, in der Lage sind, den Organen des Ministeriums für Staatssicherheit besonders wertvolle Angaben über deren Spionage- und andere illegale, antidemokratische Tätigkeit zu beschaffen“.
Sie wurden 1968 in zwei neue IM-Kategorien umbenannt: Inoffizielle Mitarbeiter, die unmittelbar an der Bearbeitung und Entlarvung im Verdacht der Feindtätigkeit stehender Personen mitarbeiten (kurz IMV) und Inoffizielle Mitarbeiter der inneren Abwehr mit Feindverbindungen zum Operationsgebiet (kurz IMF).